# Dreissenidae
Super-famille
Famille
Les Dreissenidae sont une famille de mollusques bivalves aquatiques. La famille comprend notamment la moule zébrée devenue envahissante dans de nombreux canaux et étangs où elle a été introduite et une espèce récemment découverte Congeria kusceri, un fossile vivant, qui a survécu 5 millions d'années dans des eaux souterraines.

## Liste des genres et espèces
Selon World Register of Marine Species (1er avril 2016) :
- Genre Congeria Partsch, 1835
  - Congeria kusceri Bole, 1962
  - Congeria subglobosa Partsch, 1836 †

- Genre Dreissena Beneden, 1835
  - Dreissena anatolica Locard, 1893
  - Dreissena bugensis (Andrusov, 1897)
  - Dreissena caputlacus Schütt, 1993
  - Dreissena carinata (Dunker, 1853)
  - Dreissena caspia Eichwald, 1855
  - Dreissena elata Andrusov, 1897
  - Dreissena gallandi Locard, 1893
  - Dreissena polymorpha (Pallas, 1771)
  - Dreissena rostriformis (Deshayes, 1838)
  - Dreissena siouffi Locard, 1893
  - Dreissena tschaudae Andrusov, 1897 †

- Genre Mytilopsis Conrad, 1857
  - Mytilopsis adamsi Morrison, 1946
  - Mytilopsis africana (Van Beneden, 1835)
  - Mytilopsis lacustris (Morelet, 1860)
  - Mytilopsis leucophaeata (Conrad, 1831)
  - Mytilopsis lopesi Alvarenga & Ricci, 1989
  - Mytilopsis ornata (Morelet, 1885)
  - Mytilopsis sallei (Récluz, 1849)
  - Mytilopsis trautwineana (Tryon, 1866)

## Galerie

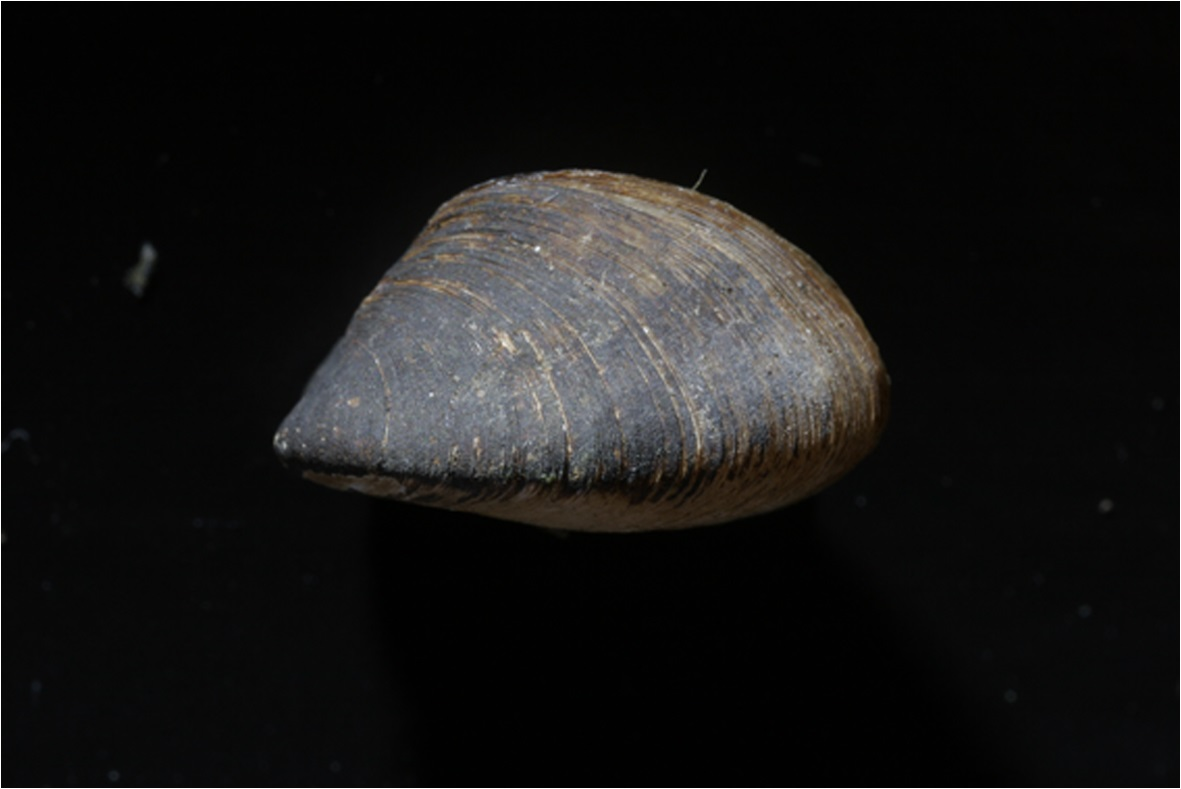
Congeria mulaomerovici (espèce fossile)
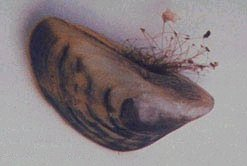
Dreissena polymorpha
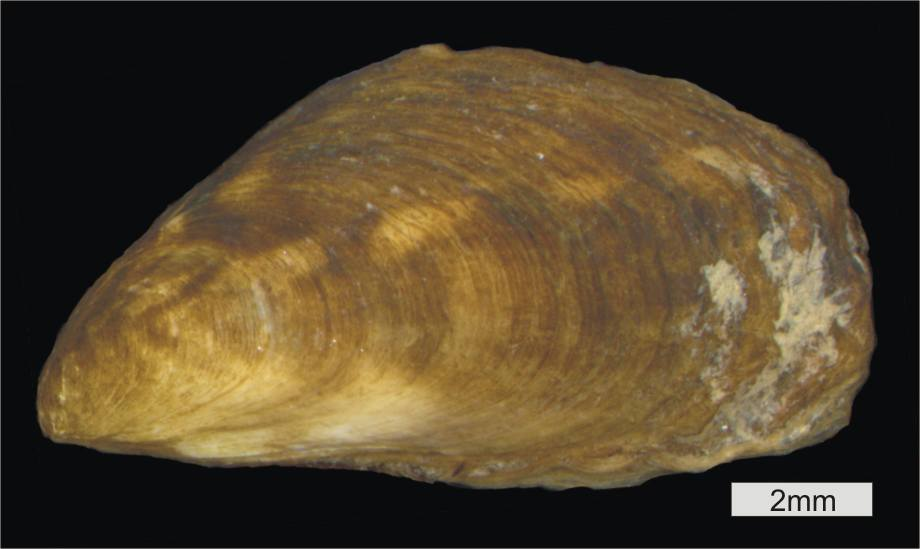
Mytilopsis leucophaeata